# Újpesti lóvasút

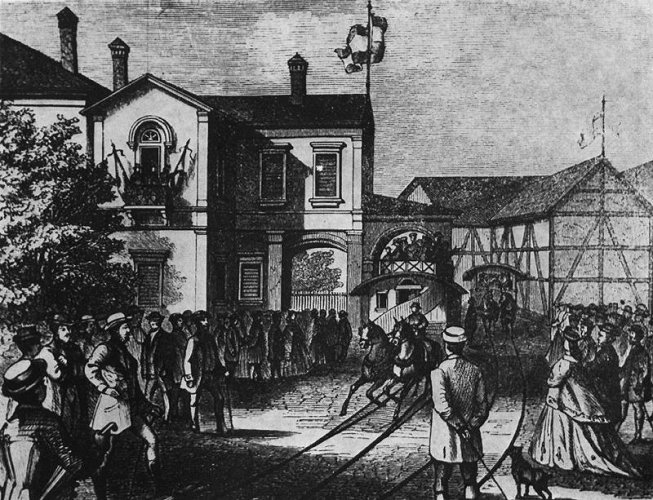
A lóvasút megindulása Budapesten (balra a „Bagolyvár”)

Az újpesti lóvasút Magyarország első lóvasútja volt, ami 1866. július 30-án kezdte meg működését és 1900-ban szűnt meg, amikor végérvényesen felváltotta a villamos. A két végállomása az „újpesti indóház” (a mai Újpest-városkapu metróállomásnál) és a Széna tér (ez a mai Kálvin tér) között, az akkor még önálló város Újpest és Pest (később Budapest) között.

## Története
A gróf Károlyi István vezérletével megalakult Újpest település lakosainak nagy része munkába, illetve az elemi iskolát leszámítva tanulni is Pestre jártak. A növekvő népességszám megteremtette az igényt a modern tömegközlekedésre. 

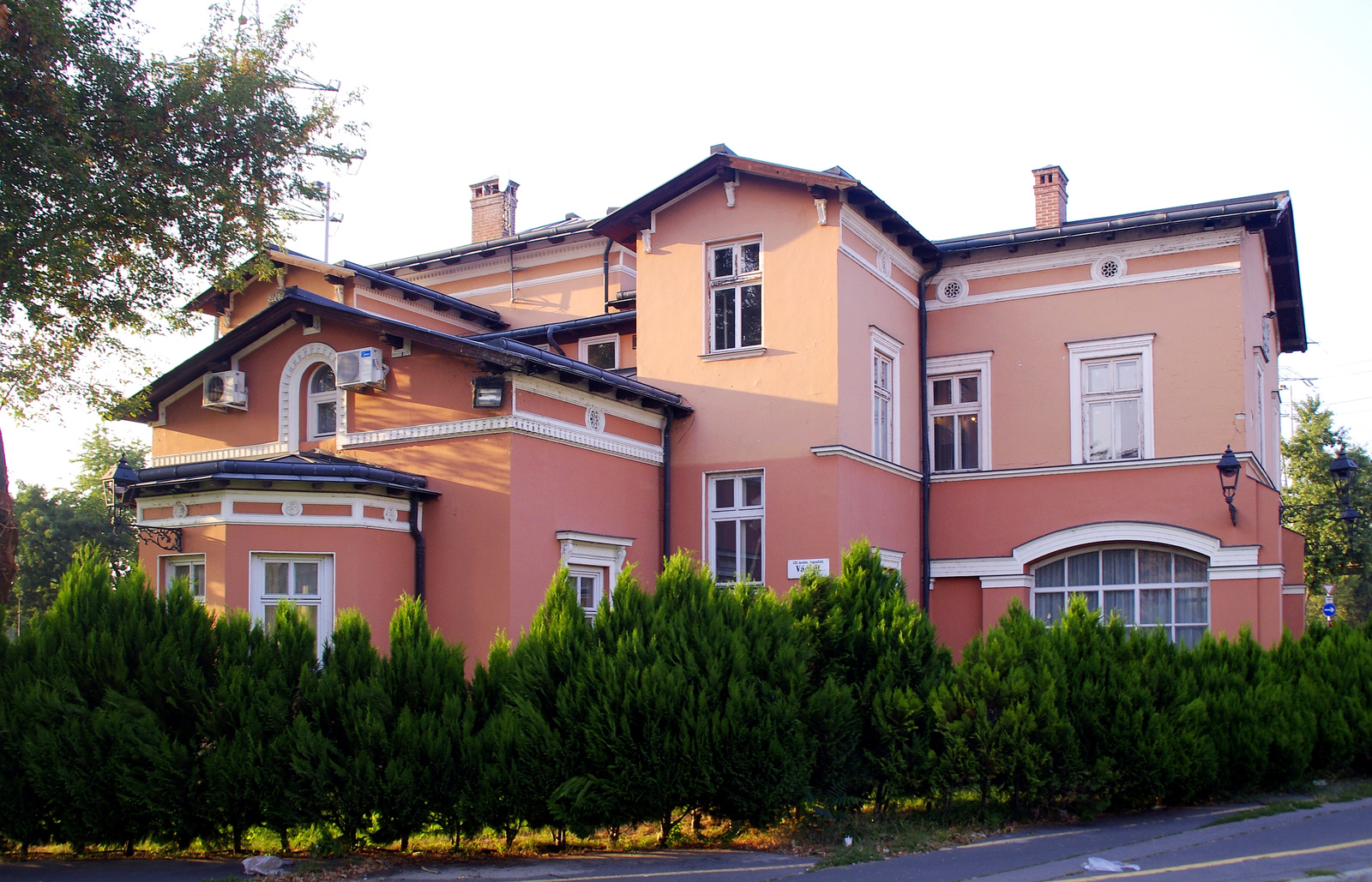
A „Bagolyvár”, azaz az egykori állomásépület ma

Ennek kiszolgálására Károlyi István fia, Károlyi Sándor 1865-ben létrehozta a Pesti Közúti Vaspálya Társaságot, ami engedélyt kért és kapott egy lóvasút megépítésére a két város között. A mai Újpest városkapu és Kálvin tér között közlekedő lóvasút végig a Váci út mentén haladt és 1866. július 30-án indult első útjára, másnaptól pedig menetrend szerint haladtak.
A vonalat 1872-ben meghosszabbították az Árpád út mentén az István út, Görgey Artúr utca, Szilágyi utca, Pozsony utca, Kertköz utca útvonalon Rákospalotára. Később a villamosok „berobbanásával” a tömegközlekedésbe szerepe a kiépülő vonalak hatására rohamosan csökkent, míg végül 1900-ban felszámolták. A sínek egy részét (leginkább a Váci út mentén) már ekkor felszedték, a többi részét pedig villamosították, illetve később tovább bontották. 

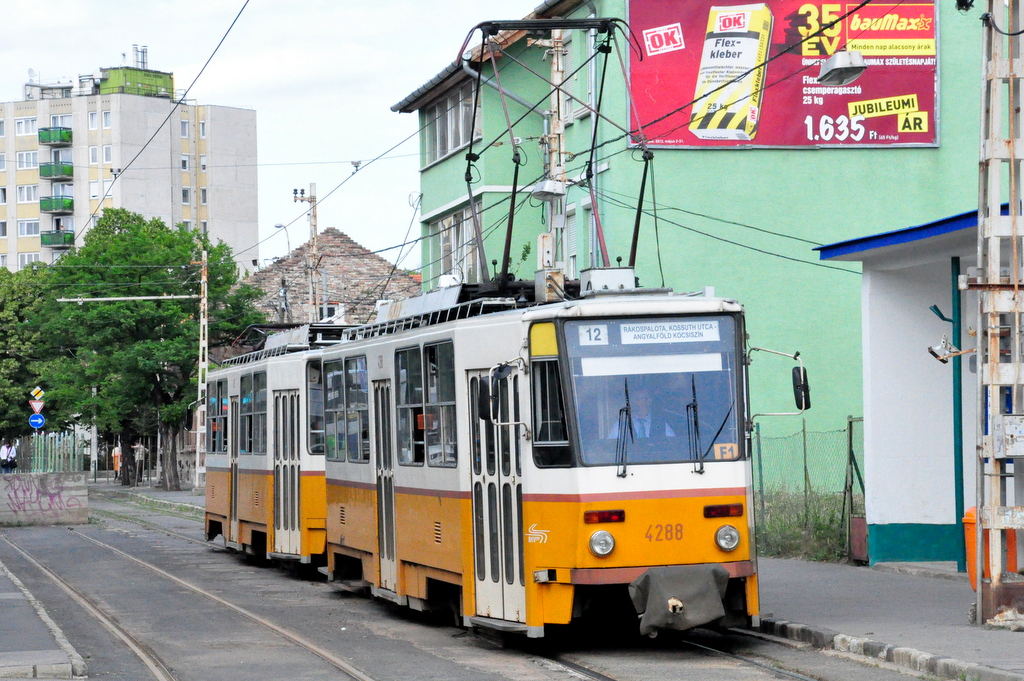
A 12-es villamos a rákospalotai végállomáson

Mára az egykori vonalból a Deák Ferenc tértől az Árpád út és az István út találkozásánál lévő csomópontig (Újpest-központ) tartó szakasz teljesen megszűnt, csupán az Újpest városkapuban megmaradt egykori „Bagolyvár” (avagy „Vadászkastély”), azaz az egykori állomásépület emlékeztet rá (ami körül egy időben villamos hurokvégállomás működött), illetve mellette a villamosremiz, amiben ma élelmiszer áruház működik. Ezzel szemben az 1872-ben meghosszabbított vonalból „Újpest, városközpont” csomóponttól egészen az egykori lóvasút végállomásáig ma is villamos jár (a 12-es villamos), aminek rákospalotai végállomása ma is ugyanott van.